# Mladecko
Mladecko (niem. Mladetzko) – gmina w Czechach, w powiecie Opawa, w kraju morawsko-śląskim. Według danych z dnia 1 stycznia 2012 liczyła 161 mieszkańców.
W latach 1979–1990 miejscowość stanowiła część Litultovic.
W miejscowości znajduje się stacja kolejowa Mladecko.